# Трансатлантичний телефонний кабель

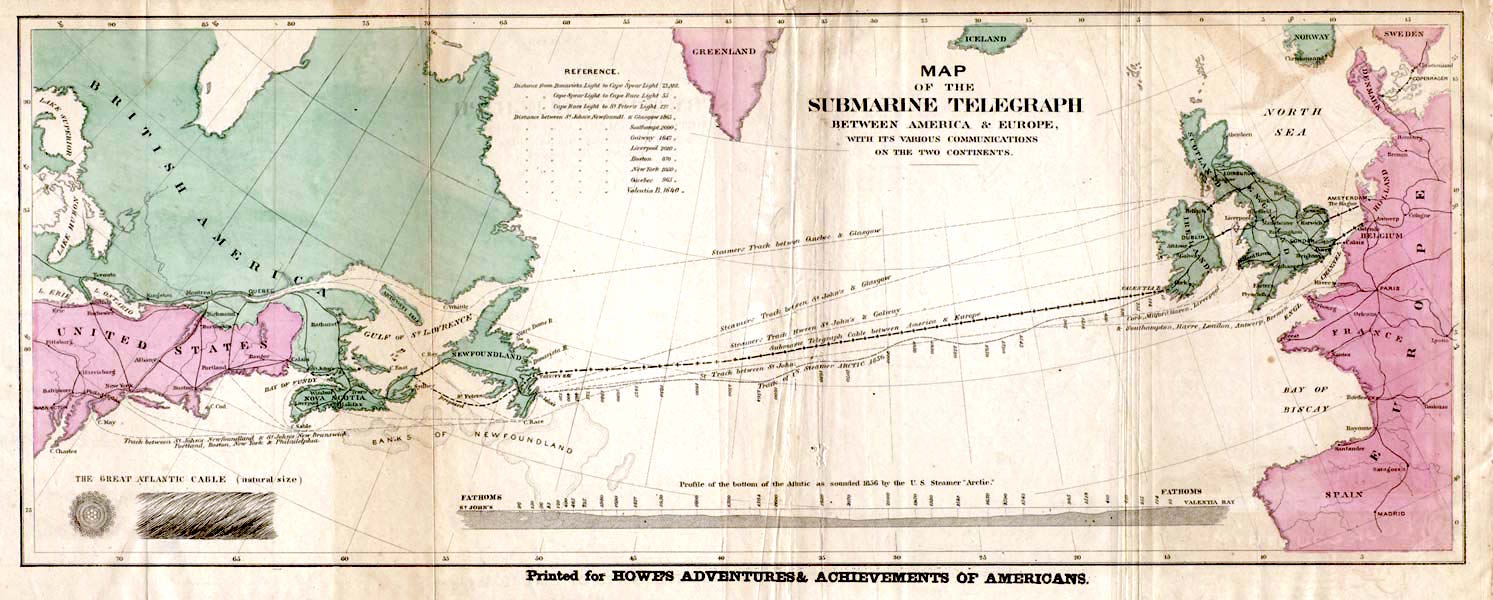
Схема прокладання підводних трансатлантичних телеграфних кабелів станом на 1858 рік

Трансатлантичний телефонний кабель (англ. transatlantic telephone cable) — будь-який підводний кабель для передачі телефонного трафіку і даних, прокладений дном Атлантичного океану.

## Історія
До прокладки трансатлантичних телефонних кабелів з 1927 зв'язок між Європою і Америкою здійснювався за допомогою довгохвильового радіозв'язку. Вартість послуги становила 9 фунтів стерлінгів за 3 хвилини. Таким чином здійснювалося близько 2000 розмов на рік.
Перший трансатлантичний телеграфний кабель було прокладено ще в XIX столітті для забезпечення телеграфного зв'язку між континентами. Ініціатором і організатором прокладки кабелю був американський підприємець і фінансист Сайрус Вест Філд. Хоча експедиції, яка пройшла в 1857–1858 рр., і вдалося прокласти кабель, вже за декілька тижнів він вийшов з ладу (ймовірно, у зв'язку з порушенням ізоляції).
Протягом наступних 10 років було зроблено ще п'ять спроб і врешті вдалося прокласти відразу декілька трансатлантичних телеграфних ліній з більшою довговічністю. Для ізоляції в ті часи використовували озокерит, який постачався з бориславських покладів під Львовом.
До 1919 р. число кабелів досягло 13, і більшість з них належали Великій Британії.

## Перші трансатлантичні телефонні кабелі
Прокладання трансатлантичного телефонного кабелю почало обговорюватися ще в 1920 р., проте практична необхідність в нім з'явилася лише в кінці 1940-х рр.
- Перший трансатлантичний телефонний кабель ТАТ-1 було прокладено між містами Обан (Шотландія) і Кларенвілль (Ньюфаундленд) протягом 1955–1956 рр. і введено в експлуатацію 25 вересня 1956 р. Він містив 36 незалежних каналів передачі мови із смугою пропускання 4 кГц і 51 підсилювач, розташовані на відстані 70 км один від одного. За перших 24 години з його допомогою було здійснено 588 дзвінків Лондон—США і 118 — Лондон—Канада. Незабаром кількість каналів було збільшено до 48, а смуга пропускання звузилася до 3 кГц. У 1978 р. Tat-1 був відключений.
- Другий трансатлантичний телефонний кабель ТАТ-2 був введений в експлуатацію 22 вересня 1959 р. Завдяки технології концентрації каналів шляхом використання природних пауз в розмові (англ. time-assigned speech interpolation, TASI), число каналів в нім було доведено до 87. При використанні цієї технології клієнтові виділявся канал лише в ті моменти, коли він дійсно говорив.
- Заснований на коаксіальному кабелі ТАТ-3 сполучав Велику Британію та Нью-Джерсі і включав 138 голосових каналів, здатних підтримувати 276 одночасних з'єднань, що, проте, зажадало зменшити відстань між підсилювачами до 37 км.

Сучасні трансатлантичні кабелі створюються на базі оптоволоконних каналів і топології «самовідновлюване кільце» («self-healing ring»).

## Хронологічна таблиця
| Назва кабелю | Роки експлуатації | Початкове число каналів | Остаточне число каналів | Початок            | Кінець            |
| ------------ | ----------------- | ----------------------- | ----------------------- | ------------------ | ----------------- |
| TAT-1        | 1956–1978         | 36                      | 48                      | Шотландія          | Ньюфаундленд      |
| TAT-2        | 1959–1982         | 48                      | 72                      | Франція            | Ньюфаундленд      |
| CANTAT-1     | 1961–1986         | 80                      | —                       | Ньюфаундленд       | Шотландія         |
| TAT-3        | 1963–1986         | 138                     | 276                     | Англія             | Нью-Джерсі        |
| TAT-4        | 1965–1987         | 138                     | 345                     | Франція            | Нью-Джерсі        |
| TAT-5        | 1970–1993         | 845                     | 2112                    | Род-Айленд         | Іспанія           |
| BRACAN I     | 1973              | —                       | —                       | Іспанія            | Бразилія          |
| PENCAN I     | 1973              | —                       | —                       | Іспанія            | Бразилія          |
| CANTAT-2     | 1974–1992         | 1 840                   | —                       | Нова Шотландія     | Англія            |
| TAT-6        | 1976–1994         | 4 000                   | 10 000                  | Род-Айленд         | Франція           |
| TAT-7        | 1978–1994         | 4 000                   | 10 500                  | Нью-Джерсі         | Англія            |
| TAT-8        | 1988–2002         | 40 000                  | —                       | США                | Франція           |
| PTAT-1       | 1989              | 3 × 140 Мбіт/с          |                         | Бермудські острови | Ірландія/Англія   |
| TAT-9        | 1992–2003         | 80 000                  | —                       | США                | Іспанія           |
| TAT-10       | 1992–2003         | 2 × 565 Мбіт/с          | —                       | США                | Норден, Німеччина |
| TAT-11       | 1993–2003         | 2 × 565 Мбіт/с          | —                       | США                | Франція           |
| CANTAT-3     | 1994              | 2 × 2,5 Гбіт/с          |                         | Канада             | Німеччина         |
| TAT-12/13    | 1996              | 2 × 5 Гбіт/с            | —                       | США                | Англія/Франція    |
| TAT-14       | 2001              | 64 × 10 Гбіт/с          | —                       | США                | Англія            |

## Виноски
1. ↑  перший оптоволоконний кабель